# Kristina Schröder
Kristina Schröder z domu Köhler (ur. 3 sierpnia 1977 w Wiesbaden) – niemiecka polityk i socjolog, posłanka do Bundestagu, w latach 2009–2013 minister ds. rodziny, osób starszych, kobiet i młodzieży.

## Życiorys
Studiowała socjologię, historię, filozofię i nauki polityczne na Uniwersytecie Jana Gutenberga w Moguncji (absolwentka w 2002). Podczas studiów pracowała jako asystentka Birgit Zeimetz-Lorz (deputowanej do heskiego landtagu), była też zatrudniona w instytucie socjologii macierzystej uczelni. Na tym samym uniwersytecie w 2009 doktoryzowała się w zakresie nauk politycznych na podstawie dysertacji zatytułowanej Gerechtigkeit als Gleichheit? Eine empirische Analyse der objektiven und subjektiven Responsivität von Bundestagsabgeordneten im Hinblick auf egalitäre Wertvorstellungen.
Od 1991 zaangażowana w działalność polityczną w ramach chadeckiej młodzieżówki Junge Union (była m.in. przewodniczącą organizacji powiatowej w Wiesbaden w latach 1997–2003). W 1994 wstąpiła do Unii Chrześcijańsko-Demokratycznej. Od 1995 zasiadała w zarządzie okręgowym CDU, a w 2002 została członkinią zarządu krajowego heskiej CDU. W latach 2000–2001 była radną miejską w Wiesbaden.
W 2002 po raz pierwszy uzyskała mandat posłanki do Bundestagu. Po raz kolejny była wybierana w latach 2005, 2009 (kiedy to wygrała z minister Heidemarie Wieczorek-Zeul w okręgu jednomandatowym) oraz 2013. 30 listopada 2009 zastąpiła Ursulę von der Leyen na stanowisku ministra ds. rodziny, osób starszych, kobiet i młodzieży w drugim rządzie Angeli Merkel. Urząd ten sprawowała do 17 grudnia 2013. W 2016 zadeklarowała rezygnację ze startu w wyborach parlamentarnych w 2017.
Jest wierną Kościoła Ewangelicko-Luterańskiego. Zamężna z politykiem Ole Schröderem, ma dwie córki.